# Tetrafluoruro di oganesson
Il tetrafluoruro di oganesson (noto, prima dell'assegnazione del nome all'elemento 118, come tetrafluoruro di ununoctio) è un composto chimico teorico con formula OgF4, dove l'oganesson avrebbe stato di ossidazione +4.

## Struttura
A causa di una forte interazione spin-orbita nell'atomo di oganessonn, la molecola OgF4 avrebbe una struttura tetraedrica e non planare, contrariamente per esempio alla molecola di XeF4.
Il legame Og-F sarebbe di natura più ionica che covalente, quindi il composto sarebbe un solido poco volatile.